# Monasterio de Studion

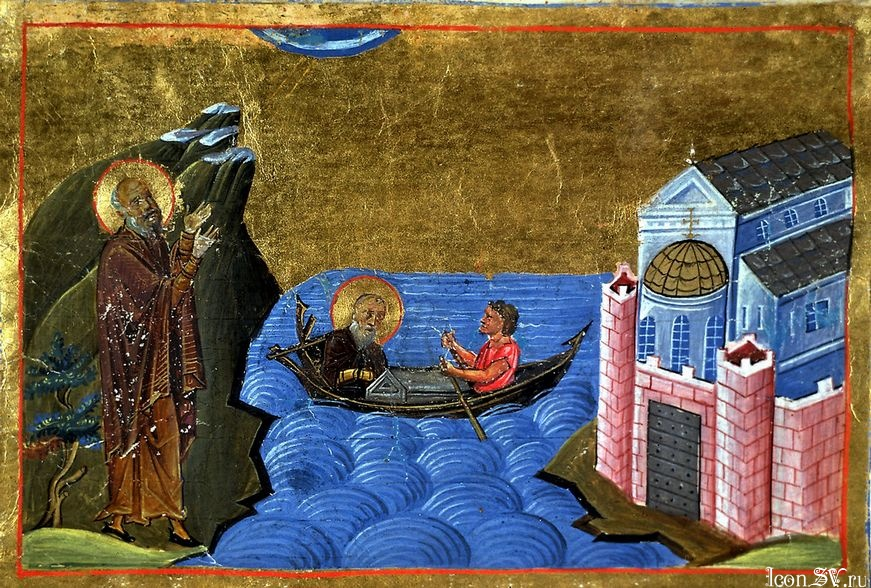
Miniatura bizantina del que representa el monasterio y la Propóntide.

El monasterio de Studion, en griego Μονή του Αγίου Ιωάννη του Προδρόμου «εν τοις Στουδίου» (Monē tou Hagiou Iōannē tou Prodromou «en tois Stoudiou» “Monasterio de San Juan el Precursor «en el estudio»”) era el monasterio cristiano más importante de Constantinopla, situado cerca de la Propóntide, en la zona de la ciudad llamada Psamathia. Recibe su nombre de su fundador, el cónsul Studios (Studius, en latín), que lo estableció en el año 462 o 463 con monjes ortodoxos procedentes del monasterio de Acoemetae, y lo puso bajo la advocación de San Juan Bautista. Con el tiempo, la regla de Studion sería adoptada por los monasterios del Monte Athos, y por otros muchos monasterios del Imperio romano de Oriente. En su momento de mayor esplendor, llegó a albergar un millar de monjes.
Los monjes de Studion sufrieron la persecución imperial durante la querella iconoclasta, y fueron expulsados de su monasterio por el emperador iconoclasta Constantino V en 775; tras su retorno, el superior del monasterio, Sabbas, defendió las posiciones ortodoxas en el Segundo Concilio de Nicea de 787. Sabbas fue sucedido por San Teodoro Estudita, una de las más destacadas personalidades que rigieron el monasterio, quien debió también sufrir el rigor de las persecuciones de la segunda época iconoclasta. Tras la restauración de la ortodoxia, las persecuciones cesaron, pero algunos abades de Studion tuvieron posteriormente conflictos con la autoridad de los patriarcas de Constantinopla.
El monasterio tuvo una destacada vida intelectual. Especial relevancia tiene su escuela de caligrafía, establecida por San Teodoro de Studion. Durante los siglos VIII y IX fue el centro de la poesía religiosa bizantina, y se escribieron varios himnos que aún se utilizan en la Iglesia Ortodoxa Griega.

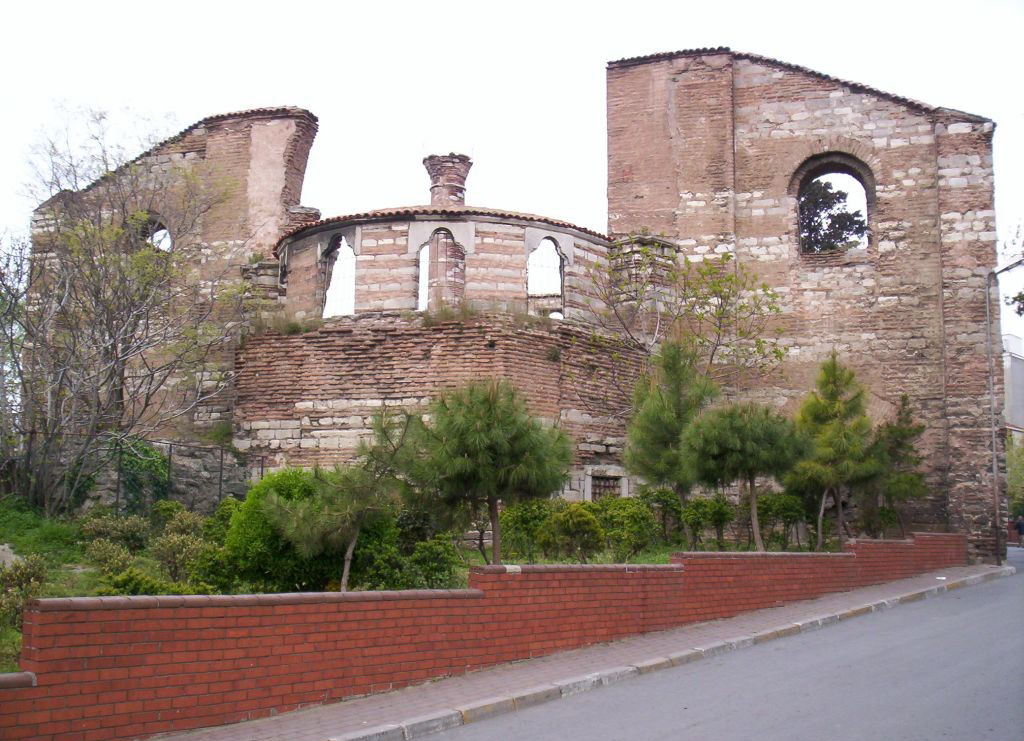
Restos de una de las fachadas exteriores del monasterio (Imrahor).

El monasterio fue destruido en 1204 por los cruzados que se apoderaron de Constantinopla, instaurando el efímero Imperio Latino. En 1290 fue reconstruido, pero fue destruido definitivamente durante la conquista de la ciudad por los turcos, en 1453.
La única parte que sobrevivió hasta el siglo XX fue la Catedral de San Juan Bautista, probablemente la iglesia más antigua que queda en Estambul, una basílica del siglo V que fue convertido por el sultán Bayaceto II en la mezquita Imrahor Camii. La antigua estructura sufrió daños graves debido a los grandes incendios de 1782 y 1920; el terremoto de 1894 también contribuyó a su ruina.
Tras el terremoto, un grupo de estudiosos rusos, dirigidos por Fiódor Uspenski, inauguró el Instituto Arqueológico de Rusia en los terrenos del monasterio, pero su actividad se vio suspendida a raíz de la Revolución Rusa de 1917. Durante las décadas siguientes, las ruinas del complejo del monasterio fueron saqueadas reiteradamente.